# Adrian von Buttlar
Adrian von Buttlar (eigentlich: Adrian Freiherr Treusch von Buttlar-Brandenfels; * 12. September 1948 in Marburg) ist ein deutscher Kunsthistoriker.

## Leben
Adrian von Buttlar wurde als Sohn des Archäologen Herbert von Buttlar und dessen Frau Agnes Maria, geb. Jung, in Marburg an der Lahn geboren. Er besuchte die Grundschule in Kassel und Berlin und legte 1968 am humanistischen Wilhelm-Gymnasium in Hamburg-Harvestehude das Abitur ab. Von 1968 bis 1976 studierte er Kunstgeschichte, Archäologie und Soziologie an der Ludwig-Maximilians-Universität München und am Courtauld Institute of Art der University of London. Er wurde im Februar 1977 bei Friedrich Piel in München mit einer Arbeit über den Englischen Landsitz im 18. Jahrhundert promoviert (Zweitgutachter war Wolfgang Braunfels); die Habilitation erfolgte 1984 über Leo von Klenzes Architektur im Spannungsfeld zwischen Klassizismus und Historismus. Nach Tätigkeiten an den Universitäten in München, Trier und Augsburg, war er von 1985 bis 2001 Professor für Kunstgeschichte an der Christian-Albrechts-Universität zu Kiel und hatte von 2001 bis 2013 den Lehrstuhl für Kunstgeschichte der Moderne an der Technischen Universität Berlin inne. Von 2005 bis 2012 nahm er dort das Amt des Dekans der Fakultät I – Geisteswissenschaften wahr. Gastprofessuren in Taipei/Taiwan (2009) und St. Petersburg (2016).
Zwischen 1996 und 2009 war von Buttlar Vorsitzender des Landesdenkmalrats Berlin, 2001–2008 amtierte er als Vorsitzender des Wissenschaftlichen Beirates der Stiftung Preußische Schlösser und Gärten Berlin-Brandenburg, 2008–2013 war er Vorsitzender des Kuratoriums des Zentralinstituts für Kunstgeschichte in München. Seit 2011 ist er wissenschaftlicher Beirat im Denkmalprogramm der Wüstenrot Stiftung Ludwigsburg. Buttlar forscht und publiziert hauptsächlich zur Geschichte der Gartenkunst und zur Architekturgeschichte der Neuzeit (Klassizismus, Historismus und Moderne) sowie zu Theorie, Politik und Geschichte der Denkmalpflege. In einem offenen Brief an Erzbischof Heiner Koch sprach er sich gegen die Umgestaltungsplanung der St.-Hedwigs-Kathedrale Berlin aus und setzte sich für den Erhalt des von Hans Schwippert mit Anton Wendling (Fenster) gestalteten Kirchenraums ein.
Seit 2016 arbeitet von Buttlar gemeinsam mit  Sergej Fedorov (Karlsruhe) im Rahmen ihres gemeinsamen DFG-Projektes „Leo von Klenze in St. Petersburg 1834-1858“ an der zweibändigen Publikation der Forschungsergebnisse:  „Edition der Korrepondenzen und ausgewählter Quellendokumente“ (Bd. 1), sowie an der zugehörigen Monografie „Das Kaiserliche Museum der Neuen Eremitage. - Architektur, Museumsgeschichte und Kulturtransfer im Lichte neuer Quellen“ (Bd. 2).

## Werke (Auswahl)
- Der Englische Landsitz, 1715–1760: Symbol eines liberalen Weltentwurfs (= Studia Iconologica. Bd. 4, hrsg. von Hermann Bauer und Friedrich Piel). Mäander Verlag, Mittenwald 1982, ISBN 3-88219-061-2 (Zugl.: München, Univ., Diss., 1977).
- Der Landschaftsgarten. Heyne Verlag, München 1980, ISBN 3-453-41349-0 (Heyne Stilkunde, Band 22) (hervorgegangen aus seiner Dissertation an der Universität München).
  - Erweiterte Neuausgabe: Der Landschaftsgarten: Gartenkunst des Klassizismus und der Romantik. DuMont, Köln 1989, ISBN 3-7701-2088-4 (dumont dokumente).
    - Davon auch erweiterte Ausgaben auf Spanisch (1993) und Ungarisch (1999).
- Historische Gärten in Schleswig-Holstein, hrsg. von Adrian von Buttlar und Margita M. Meyer, Boyens Buchverlag, Heide 1996, 1998², ISBN 3-8042-0790-1.
- Leo von Klenze: Leben, Werk, Vision. C.H. Beck, München 1999, 2014², ISBN 3-406-45315-5.
- Gefährdete Nachkriegsmoderne – Eine Forschungs- und Vermittlungsaufgabe, in: Adrian von Buttlar, Christoph Heuter (Hrsg.): Architektur der 60er Jahre – Wiederentdeckung einer Epoche. Jovis Verlag, Berlin 2007, ISBN 978-3-939633-40-2, S. 14–27.
- Wer, was, wie, warum? Kritisches Einmaleins des Rekonstruierens, in: noch „... eine neue Heidelberger Debatte anfangen“? Rekonstruktion und Gartendenkmalpflege – Dokumentation des Symposiums in Heidelberg am 17. April 2008, hrsg. von der Vereinigung der Landesdenkmalpfleger in der Bundesrepublik Deutschland, Regierungspräsidium Stuttgart Landesamt für Denkmalpflege (=Berichte zu Forschung und Praxis der Denkmalpflege in Deutschland 15), Michael Imhof Verlag, Petersberg 2008, ISBN 978-3-86568-450-9, S. 21–29.
- Acht Thesen zum Denkmalschutz der Nachkriegsmoderne, in: Hans-Rudolf Meier, Ingrid Scheurmann (Hrsg.) Denkmalwerte – Beiträge zur Theorie und Aktualität der Denkmalpflege. Deutscher Kunstverlag, Berlin München 2010, ISBN 978-3-422-06903-9, S. 123–134.
- Neues Museum Berlin – Architekturführer. Deutscher Kunstverlag, 3. durchgesehene Auflage, Berlin 2010, ISBN 978-3-422-06987-9 (engl. Neues Museum Berlin – Architectural Guide, ISBN 978-3-422-06980-0; span. Museo nuevo de Berlín – Guía arcuitectónica, ISBN 978-3-422-06982-4; ital. Neues Museum Berlino – Guida dell´architettura, ISBN 978-3-422-06981-7)
- Auf der Suche nach der Differenz: Minima Moralia reproduktiver Erinnerungsarchitektur. In: Adrian von Buttlar et al. (Hrsg.): Denkmalpflege statt Attrappenkult. Gegen die Rekonstruktion von Baudenkmälern – eine Anthologie / herausgegeben und kommentiert von Adrian von Buttlar, Gabi Dolff-Bonekämper, Michael S. Falser, Achim Hubel, Georg Mörsch / Einführung und Redaktion: Johannes Habich. Bauverlag, Birkhäuser, Gütersloh, Berlin, Basel 2010, ISBN 978-3-0346-0705-6 (Bauwelt Fundamente. 146), S. 166–193.
- Tod, Glück und Ruhm in Sanssouci. Ein Führer durch die Gartenwelt Friedrichs des Großen (zusammen mit Marcus Köhler), hrsg. von der Stiftung Preußische Schlösser und Gärten Berlin-Brandenburg, Hatje-Cantz, Ostfildern 2012, ISBN 978-3-7757-3314-4.
- Baukunst der Nachkriegsmoderne – Architekturführer Berlin 1949–1979 (herausgegeben von Adrian von Buttlar, Kerstin Wittmann-Englert und Gabi Dolff-Bonekämper in der Reihe „Forschungen zur Nachkriegsmoderne“ des Fachgebietes Kunstgeschichte am Institut für Kunstwissenschaft und Historische Urbanistik der Technischen Universität Berlin), Reimer, Berlin 2014, ISBN 978-3-496-01486-7.
- Leo von Klenze – Führer zu seinen Bauten, Deutscher Kunstverlag, Berlin 2016, ISBN 978-3-422-07274-9.
- Brutalismus in Deutschland – Fortschrittspathos als ästhetische Revolte, in: Brutalismus – Beiträge des internationalen Symposiums in Berlin 2012 (= Ergänzungsband zum Ausstellungsbuch SOS Brutalismus Eine internationale Bestandsaufnahme, herausgegeben von der Wüstenrot Stiftung anlässlich der Ausstellung „SOS Brutalismus – Rettet die Betonmonster!“, Deutsches Architekturmuseum Frankfurt am Main,  9. November 2017 – 2. April 2018), Park Books, Zürich 2017, S. 63–75, ISBN 978-3-03860-074-9.
- Sehen - Verstehen - Vermitteln - Bewahren. Ein autobiographischer Reader zur Gartenkunst, Architekturgeschichte und Denkmalpflege (=AHA! Miszellen zur Gartengeschichte und Gartendenkmalpflege, Sonderedition Adrian von Buttlar 75, Bd. 1.) Herausgegeben von der Professur für Geschichte der Landschaftsarchitektur und Gartendenkmalpflege TU Dresden, Marcus Köhler und Moya Tönnies, 2024, ISSN 2364-0839.